# Verein für Rasenspiele 1921 Aalen 2014-2015
Questa voce raccoglie le informazioni riguardanti lo  Verein für Rasenspiele 1921 Aalen  nelle competizioni ufficiali della stagione calcistica 2014-2015.

## Stagione
Nella stagione 2014-2015 l'Aalen, allenato da Stefan Ruthenbeck, concluse il campionato di 2. Bundesliga al 18º posto e retrocesse in 3. Liga. In Coppa di Germania l'Aalen fu eliminato agli ottavi di finale dal Hoffenheim.

## Rosa
| N. |                                 | Ruolo | Calciatore         |
| -- | ------------------------------- | ----- | ------------------ |
| 1  | Germania (bandiera)             | P     | Daniel Bernhardt   |
| 16 | Bosnia ed Erzegovina (bandiera) | P     | Jasmin Fejzić      |
| 25 | Germania (bandiera)             | P     | Oliver Schnitzler  |
| 4  | Germania (bandiera)             | D     | Oliver Barth       |
| 22 | Germania (bandiera)             | D     | Dennis Chessa      |
| 26 | Germania (bandiera)             | D     | Arne Feick         |
| 3  | Canada (bandiera)               | D     | André Hainault     |
| 20 | Brasile (bandiera)              | D     | Lucas Alves        |
| 6  | Germania (bandiera)             | D     | Sascha Mockenhaupt |
| 30 | Germania (bandiera)             | D     | Sebastian Neumann  |
| 17 | Ghana (bandiera)                | D     | Phil Ofosu-Ayeh    |
| 2  | Germania (bandiera)             | D     | Robert Schick      |
| 14 | Germania (bandiera)             | D     | Markus Steinhöfer  |
| 24 | Germania (bandiera)             | C     | Dominick Drexler   |
| 5  | Albania (bandiera)              | C     | Jürgen Gjasula     |

| N. |                      | Ruolo | Calciatore              |
| -- | -------------------- | ----- | ----------------------- |
| 7  | Argentina (bandiera) | C     | Leandro Grech           |
| 23 | Germania (bandiera)  | C     | Andreas Hofmann         |
| 21 | Germania (bandiera)  | C     | Fabio Kaufmann          |
| 11 | Germania (bandiera)  | C     | Michael Klauß           |
| 33 | Germania (bandiera)  | C     | Andreas Ludwig          |
| 13 | Germania (bandiera)  | C     | Felix Nierichlo         |
| 18 | Germania (bandiera)  | C     | Maximilian Oesterhelweg |
| 31 | Germania (bandiera)  | C     | Maximilian Welzmüller   |
| 23 | Germania (bandiera)  | C     | Nico Zahner             |
| 19 | Svizzera (bandiera)  | A     | Orhan Ademi             |
| 10 | Germania (bandiera)  | A     | Nejmeddin Daghfous      |
| 15 | Germania (bandiera)  | A     | Gianluca Korte          |
| 9  | Germania (bandiera)  | A     | Robert Lechleiter       |
| 8  | Germania (bandiera)  | A     | Collin Quaner           |
| 27 | Germania (bandiera)  | A     | Thomas Steinherr        |

## Organigramma societario
Area tecnica
- Allenatore: Stefan Ruthenbeck
- Allenatore in seconda:
- Preparatore dei portieri: Timo Reus
- Preparatori atletici:

## Risultati

### 2. Bundesliga

#### Girone di andata
| Lipsia 2 agosto 2014, ore 13:00 CEST 1ª giornata | RB Lipsia | 0 – 0 referto | Aalen | Red Bull Arena (21 354 spett.)\| Arbitro: \| Dingert \| |
| Arbitro:                                         | Dingert   |               |       |                                                         |

| Arbitro: | Gagelmann |

|                          |           |  |
| Daghfous 13’ Junglas 70’ | Marcatori |  |

| Arbitro: | Bandurski |

|                                    |           |  |
| Behrens 59’ Stroh-Engel 71’ (rig.) | Marcatori |  |

| Arbitro: | Brand |

|                            |           |                      |
| Barth 65’ Grech 86’ (rig.) | Marcatori | 15’ Stöger 71’ Lakić |

| Arbitro: | Rohde |

|                                                   |           |            |
| Lex 11’ Hübner 62’ Leckie 82’ Hainault 90’ (aut.) | Marcatori | 52’ Ludwig |

| Arbitro: | Gerach |

|  |           |            |
|  | Marcatori | 80’ Wooten |

| Arbitro: | Willenborg |

|              |           |            |
| Weilandt 69’ | Marcatori | 38’ Ludwig |

| Arbitro: | Stark |

|            |           |  |
| Müller 77’ | Marcatori |  |

| Arbitro: | Thomsen |

|                    |           |  |
| Weiß 83’ Feick 85’ | Marcatori |  |

| Karlsruhe 19 ottobre 2014, ore 13:30 CEST 10ª giornata | Karlsruhe  | 0 – 0 referto | Aalen | Wildparkstadion (12 494 spett.)\| Arbitro: \| Wingenbach \| |
| Arbitro:                                               | Wingenbach |               |       |                                                             |

| Arbitro: | Jablonski |

|              |           |                         |
| Hainault 39’ | Marcatori | 62’ Leistner 70’ Brandy |

| Arbitro: | Cortus |

|                     |           |            |
| Ryu 32’ Kruppke 72’ | Marcatori | 60’ Ludwig |

| Arbitro: | Aarnink |

|  |           |           |
|  | Marcatori | 72’ Roshi |

| Arbitro: | Perl |

|                                                            |           |  |
| Hainault 2’ (aut.) Terodde 57’ Terrazzino 66’ Forssell 89’ | Marcatori |  |

| Arbitro: | Sippel |

|                                |           |  |
| Quaner 15’ Daghfous 59’ (rig.) | Marcatori |  |

| Arbitro: | Siebert |

|  |           |             |
|  | Marcatori | 50’ Drexler |

| Arbitro: | Willenborg |

|                    |           |                   |
| Gjasula 64’ (rig.) | Marcatori | 11’, 60’ Füllkrug |

#### Girone di ritorno
| Aalen 17 dicembre 2014, ore 17:30 CET 18ª giornata | Aalen      | 0 – 0 referto | RB Lipsia | Scholz-Arena (5 015 spett.)\| Arbitro: \| Wingenbach \| |
| Arbitro:                                           | Wingenbach |               |           |                                                         |

| Arbitro: | Bandurski |

|                                      |           |              |
| Verhoek 35’ Barth 49’ (aut.) Thy 81’ | Marcatori | 83’ Kaufmann |

| Aalen 6 febbraio 2015, ore 18:30 CET 20ª giornata | Aalen | 0 – 0 referto | Darmstadt | Scholz-Arena (5 287 spett.)\| Arbitro: \| Perl \| |
| Arbitro:                                          | Perl  |               |           |                                                   |

| Arbitro: | Cortus |

|            |           |  |
| Zimmer 23’ | Marcatori |  |

| Arbitro: | Schriever |

|                    |           |            |
| Gjasula 56’ (rig.) | Marcatori | 77’ Leckie |

| Arbitro: | Jablonski |

|                                       |           |  |
| Bouhaddouz 65’ Mockenhaupt 83’ (aut.) | Marcatori |  |

| Arbitro: | Steinhaus |

|            |           |                |
| Quaner 68’ | Marcatori | 17’ Gießelmann |

| Arbitro: | Wingenbach |

|                                       |           |  |
| Hofmann 36’ Quaner 72’ Steinhöfer 88’ | Marcatori |  |

| Arbitro: | Bandurski |

|           |           |            |
| Rodri 75’ | Marcatori | 59’ Quaner |

| Arbitro: | Osmers |

|                         |           |                          |
| Gjasula 54’ (rig.), 65’ | Marcatori | 2’ Hennings 63’ Micanski |

| Arbitro: | Steinhaus |

|                   |           |            |
| Polter 83’ (rig.) | Marcatori | 71’ Quaner |

| Arbitro: | Dietz |

|                           |           |            |
| Quaner 54’ Ofosu-Ayeh 69’ | Marcatori | 51’ Boland |

| Arbitro: | Sippel |

|            |           |                |
| Aoudia 45’ | Marcatori | 64’ Steinhöfer |

| Arbitro: | Dankert |

|                                 |           |                                                        |
| Steinhöfer 66’ (rig.) Ademi 75’ | Marcatori | 16’ Bulut 32’ Terodde 54’ Terrazzino 62’ (aut.) Quaner |

| Arbitro: | Perl |

|  |           |                              |
|  | Marcatori | 27’ Ademi 70’ (rig.) Gjasula |

| Arbitro: | Kircher |

|                     |           |                                                            |
| Barth 12’ Ademi 48’ | Marcatori | 39’ Schnatterer 44’, 86’ Niederlechner 75’ (rig.) Leipertz |

| Arbitro: | Stegemann |

|                              |           |             |
| Bulthuis 28’ Burgstaller 87’ | Marcatori | 50’ Gjasula |

### Coppa di Germania
| Arbitro: | Alt |

|                                          |                      |                                     |
| Daghfous 22’ (aut.)                      | Marcatori            | 57’ Klauß                           |
| Wessel Winkelmann Bolyki Goldmann Heyken | Tiri di rigore 3 – 4 | Junglas Drexler Weiß Hainault Grech |

| Arbitro: | Stark |

|                               |           |  |
| Gülselam 24’ (aut.) Klauß 59’ | Marcatori |  |

| Arbitro: | Stegemann |

|  |           |                          |
|  | Marcatori | 16’ Polanski 56’ Volland |

## Statistiche

### Statistiche di squadra
| Competizione      | Punti | In casa | In casa | In casa | In casa | In casa | In casa | In trasferta | In trasferta | In trasferta | In trasferta | In trasferta | In trasferta | Totale | Totale | Totale | Totale | Totale | Totale | DR  |
| Competizione      | Punti | G       | V       | N       | P       | Gf      | Gs      | G            | V            | N            | P            | Gf           | Gs           | G      | V      | N      | P      | Gf     | Gs     | DR  |
| ----------------- | ----- | ------- | ------- | ------- | ------- | ------- | ------- | ------------ | ------------ | ------------ | ------------ | ------------ | ------------ | ------ | ------ | ------ | ------ | ------ | ------ | --- |
| 2. Bundesliga     | 33    | 17      | 5       | 6       | 6       | 23      | 21      | 17           | 2            | 6            | 9            | 11           | 25           | 34     | 7      | 12     | 15     | 34     | 46     | -12 |
| Coppa di Germania | -     | 2       | 1       | 0       | 1       | 2       | 2       | 1            | 0            | 1            | 0            | 1            | 1            | 3      | 1      | 1      | 1      | 3      | 3      | 0   |
| Totale            | -     | 19      | 6       | 6       | 7       | 25      | 23      | 18           | 2            | 7            | 9            | 12           | 26           | 37     | 8      | 13     | 16     | 37     | 49     | -12 |

### Andamento in campionato
| Giornata  | 1  | 2  | 3  | 4  | 5  | 6  | 7  | 8  | 9  | 10 | 11 | 12 | 13 | 14 | 15 | 16 | 17 | 18 | 19 | 20 | 21 | 22 | 23 | 24 | 25 | 26 | 27 | 28 | 29 | 30 | 31 | 32 | 33 | 34 |
| --------- | -- | -- | -- | -- | -- | -- | -- | -- | -- | -- | -- | -- | -- | -- | -- | -- | -- | -- | -- | -- | -- | -- | -- | -- | -- | -- | -- | -- | -- | -- | -- | -- | -- | -- |
| Luogo     | T  | C  | T  | C  | T  | C  | T  | T  | C  | T  | C  | T  | C  | T  | C  | T  | C  | C  | T  | C  | T  | C  | T  | C  | C  | T  | C  | T  | C  | T  | C  | T  | C  | T  |
| Risultato | N  | V  | P  | N  | P  | P  | N  | P  | V  | N  | P  | P  | P  | P  | V  | V  | P  | N  | P  | N  | P  | N  | P  | N  | V  | N  | N  | N  | V  | N  | P  | V  | P  | P  |
| Posizione | 17 | 10 | 14 | 14 | 15 | 17 | 16 | 18 | 15 | 16 | 17 | 18 | 18 | 18 | 18 | 16 | 16 | 16 | 17 | 18 | 18 | 17 | 18 | 18 | 17 | 16 | 18 | 18 | 18 | 16 | 18 | 18 | 18 | 18 |

Legenda:

Luogo: C = Casa; T = Trasferta. Risultato: V = Vittoria; N = Pareggio; P = Sconfitta.

### Statistiche dei giocatori
| Giocatore       | 2. Bundesliga | 2. Bundesliga | 2. Bundesliga | 2. Bundesliga | Coppa di Germania | Coppa di Germania | Coppa di Germania | Coppa di Germania | Totale   | Totale | Totale      | Totale     |
| Giocatore       | Presenze      | Reti          | Ammonizioni   | Espulsioni    | Presenze          | Reti              | Ammonizioni       | Espulsioni        | Presenze | Reti   | Ammonizioni | Espulsioni |
| --------------- | ------------- | ------------- | ------------- | ------------- | ----------------- | ----------------- | ----------------- | ----------------- | -------- | ------ | ----------- | ---------- |
| D. Bernhardt    | 23            | 0             | 0             | 0             | 3                 | 0                 | 0                 | 0                 | 26       | 0      | 0           | 0          |
| J. Fejzić       | 10            | 0             | 0             | 0             | -                 | -                 | -                 | -                 | 10       | 0      | 0           | 0          |
| O. Schnitzler   | 1             | 0             | 0             | 0             | -                 | -                 | -                 | -                 | 1        | 0      | 0           | 0          |
| O. Barth        | 30            | 2             | 3             | 0             | 3                 | 0                 | 0                 | 0                 | 33       | 2      | 3           | 0          |
| D. Chessa       | 16            | 0             | 1             | 0             | 1                 | 0                 | 0                 | 0                 | 17       | 0      | 1           | 0          |
| A. Feick        | 30            | 1             | 8             | 1             | 3                 | 0                 | 1                 | 0                 | 33       | 1      | 9           | 1          |
| A. Hainault     | 20            | 1             | 5             | 0             | 1                 | 0                 | 0                 | 0                 | 21       | 1      | 5           | 0          |
| L. Alves        | -             | -             | -             | -             | -                 | -                 | -                 | -                 | -        | -      | -           | -          |
| S. Mockenhaupt  | 25            | 0             | 0             | 0             | 2                 | 0                 | 0                 | 0                 | 27       | 0      | 0           | 0          |
| S. Neumann      | -             | -             | -             | -             | -                 | -                 | -                 | -                 | -        | -      | -           | -          |
| P. Ofosu-Ayeh   | 32            | 1             | 5             | 0             | 3                 | 0                 | 1                 | 0                 | 35       | 1      | 6           | 0          |
| R. Schick       | -             | -             | -             | -             | -                 | -                 | -                 | -                 | -        | -      | -           | -          |
| M. Steinhöfer   | 9             | 3             | 1             | 0             | -                 | -                 | -                 | -                 | 9        | 3      | 1           | 0          |
| D. Drexler      | 24            | 1             | 2             | 1             | 2                 | 0                 | 0                 | 0                 | 26       | 1      | 2           | 1          |
| J. Gjasula      | 26            | 6             | 2             | 0             | 2                 | 0                 | 1                 | 0                 | 28       | 6      | 3           | 0          |
| L. Grech        | 31            | 1             | 4             | 0             | 2                 | 0                 | 0                 | 0                 | 33       | 1      | 4           | 0          |
| A. Hofmann      | 30            | 1             | 6             | 0             | 3                 | 0                 | 0                 | 0                 | 33       | 1      | 6           | 0          |
| F. Kaufmann     | 22            | 1             | 1             | 0             | 1                 | 0                 | 0                 | 0                 | 23       | 1      | 1           | 0          |
| M. Klauß        | 27            | 0             | 1             | 0             | 3                 | 2                 | 0                 | 0                 | 30       | 2      | 1           | 0          |
| A. Ludwig       | 28            | 3             | 6             | 0             | 3                 | 0                 | 0                 | 0                 | 31       | 3      | 6           | 0          |
| F. Nierichlo    | -             | -             | -             | -             | -                 | -                 | -                 | -                 | -        | -      | -           | -          |
| M. Oesterhelweg | 3             | 0             | 1             | 0             | 1                 | 0                 | 0                 | 0                 | 4        | 0      | 1           | 0          |
| M. Welzmüller   | 2             | 0             | 0             | 1             | 1                 | 0                 | 0                 | 0                 | 3        | 0      | 0           | 1          |
| N. Zahner       | -             | -             | -             | -             | -                 | -                 | -                 | -                 | -        | -      | -           | -          |
| O. Ademi        | 11            | 3             | 0             | 0             | 1                 | 0                 | 0                 | 0                 | 12       | 3      | 0           | 0          |
| N. Daghfous     | 17            | 2             | 2             | 0             | 2                 | 0                 | 1                 | 0                 | 19       | 2      | 3           | 0          |
| G. Korte        | 3             | 0             | 0             | 0             | -                 | -                 | -                 | -                 | 3        | 0      | 0           | 0          |
| R. Lechleiter   | -             | -             | -             | -             | -                 | -                 | -                 | -                 | -        | -      | -           | -          |
| C. Quaner       | 27            | 6             | 2             | 0             | 1                 | 0                 | 1                 | 0                 | 28       | 6      | 3           | 0          |
| T. Steinherr    | -             | -             | -             | -             | -                 | -                 | -                 | -                 | -        | -      | -           | -          |
| M. Junglas      | 15            | 1             | 3             | 0             | 1                 | 0                 | 0                 | 0                 | 16       | 1      | 3           | 0          |
| J. Mössmer      | 2             | 0             | 0             | 0             | -                 | -                 | -                 | -                 | 2        | 0      | 0           | 0          |
| F. Weiß         | 9             | 1             | 0             | 0             | 2                 | 0                 | 0                 | 0                 | 11       | 1      | 0           | 0          |